# The Coker Family
The Coker Family war eine US-amerikanische Country-Band, dessen Mitglieder aus der Familie um Al Coker kamen. 

## Geschichte

### Anfänge
Al Coker wurde als Alvis Coker in Conway, Arkansas geboren, zog aber 1937 nach Bakersfield, Kalifornien. Dort heiratete er Geraldine Coker, mit der er eine Tochter Alvadean (* 1938) und einen Sohn „Sandy“ Alvis jr. (* 1940) hatte. Sohn Alvis gewann in den frühen 1950er Jahren einen Fiddle-Wettbewerb, ein Jahr später wurde er von seinem Vater und seiner Schwester bei seinen Auftritten begleitet. Die Coker Family war entstanden. 

### Karriere
Kurz danach traten Mutter Geraldine (Bass) und deren Schwester Linda (Klavier) der Gruppe bei. Alvis und Alvadean machten bei den Abbott Records 1954 mit We’re Gonna Bop ihre erste Plattenaufnahme. Die Geschwister wurden Mitglieder der Town Hall Party, der bekanntesten Fernsehshow der Westküste, und traten an der Seite der Collins Kids auf. Bei Decca Records bekam die Coker Family einen Plattenvertrag. Als Al Coker and the Coker Family wurde im Juli 1956 in Nashville der Song Don’t Go Baby (Don’t Go) aufgenommen. Alvis und Alvadean veröffentlichten bei Decca ebenfalls einige Platten. In den folgenden Jahren machten Alvadean und Alvis weitere Solo-Aufnahmen. Sie wurden 1998 bzw. 1992 in die Western Swing Society Hall of Fame aufgenommen.

## Diskografie

### Singles

#### Al Coker & the Coker Family
| Jahr | Titel                                                | Plattenfirma  |
| ---- | ---------------------------------------------------- | ------------- |
| 1956 | Don’t Go Baby (Don’t Go) / I Laughed and Walked Away | Decca Records |
| 1957 | Let’s Do It Again / One More Chance                  | Decca Records |

#### Alvis und Alvadean Coker
Alvis Coker;
Veröffentlicht als Sandy Coker and the Cokers
| Jahr | Titel                            | Plattenfirma   |
| ---- | -------------------------------- | -------------- |
| 1954 | Meadowlark Melody / Toss Over    | Abbott Records |
| 1956 | Rock Island Line / Gitfiddle Rag | Decca Records  |
| 1958 | Honky Tonk Freeze / Under Cover  | Decca Records  |

Alvadean Coker;
Veröffentlicht als Alvadean Coker and the Coker Family
| Jahr | Titel                                             | Plattenfirma   |
| ---- | ------------------------------------------------- | -------------- |
| 195? | Sugar Doll / Witches Waltz                        | Abbott Records |
| 195? | Funny Little Thing / Pinnolo                      | Abbott Records |
| 195? | Crying Heart / I Sold Out My Heart                | Abbott Records |
| 1954 | We're Gonna Bop / Do Dee Oodle Dee Do I’m in Love | Abbott Records |

### Alben
- 1956: Decca Introduces The Coker Family